# Nový Petřín
Nový Petřín (německy Neu Petrein) je malá vesnice, část obce Starý Petřín v okrese Znojmo. Nachází se asi 3 km na východ od Starého Petřína. Je zde evidováno 27 adres. Trvale zde žije 32 obyvatel.
Nový Petřín je také název katastrálního území o rozloze 3,3 km2.

## Historie
První písemná zmínka o obci pochází z roku 1323.

## Pamětihodnosti
- Boží muka
- kaple Panny Marie Pomocnice